# Francesco Imberti (arcivescovo)
Francesco Imberti (Racconigi, 25 dicembre 1882 – Vercelli, 27 gennaio 1967) è stato un arcivescovo cattolico italiano.

## Biografia
Nacque a Racconigi nel 1882 da Bartolomeo e Caterina Garavegno; inizialmente compì gli studi religiosi al seminario filosifico di Chieri, per poi proseguirli nel seminario teologico di Torino. Si laureò in teologia e fu ordinato presbitero nel 1906, divenendo canonico e parroco della cattedrale di Torino.
Fu nominato vescovo di Aosta da papa Pio XI il 23 luglio del 1932 e fu consacrato nel duomo di Torino l'11 settembre successivo da Maurilio Fossati, arcivescovo di Torino (creato cardinale nel 1933) e dai co-consacranti, vescovi ausiliari di Torino, Costanzo Castrale, titolare di Gaza, e Giovanni Battista Pinardi, titolare di Eudossiade. Prese possesso della diocesi di Aosta il 15 ottobre 1932.
Favorevole, almeno inizialmente, alla politica fascista di italianizzazione della Valle d'Aosta (fondò nel 1933 il Bollettino diocesano di Aosta, destinato a sostituire quello pubblicato in francese), protesse la popolazione di Aosta durante l'occupazione nazista. Nel dopoguerra, presentandosi la "questione valdostana", mantenne un atteggiamento di rispetto per le tradizioni e per i sacerdoti che desideravano celebrare la liturgia in francese.
Trasferito all'arcidiocesi di Vercelli il 10 ottobre 1945, ne prese possesso il 7 dicembre successivo. Fu padre conciliare durante tutte le sessioni del Concilio Vaticano II. Il 5 settembre 1966 si dimise per raggiunti limiti d'età e fu nominato arcivescovo titolare di Vulturia. Morì a Vercelli il 27 gennaio 1967.

## Genealogia episcopale e successione apostolica
La genealogia episcopale è:
- Cardinale Scipione Rebiba
- Cardinale Giulio Antonio Santorio
- Cardinale Girolamo Bernerio, O.P.
- Arcivescovo Galeazzo Sanvitale
- Cardinale Ludovico Ludovisi
- Cardinale Luigi Caetani
- Cardinale Ulderico Carpegna
- Cardinale Paluzzo Paluzzi Altieri degli Albertoni
- Papa Benedetto XIII
- Papa Benedetto XIV
- Cardinale Enrique Enríquez
- Arcivescovo Manuel Quintano Bonifaz
- Cardinale Buenaventura Córdoba Espinosa de la Cerda
- Cardinale Giuseppe Maria Doria Pamphilj
- Papa Pio VIII
- Papa Pio IX
- Cardinale Alessandro Franchi
- Cardinale Giovanni Simeoni
- Cardinale Antonio Agliardi
- Vescovo Giacinto Arcangeli
- Cardinale Giuseppe Gamba
- Cardinale Maurilio Fossati, O.SS.G.C.N.
- Arcivescovo Francesco Imberti

La successione apostolica è:
- Vescovo Secondo Tagliabue (1957)
- Vescovo Giovanni Picco (1962)